# مارکو ساویونی
مارکو ساویونی (انگلیسی: Marco Savioni؛ زادهٔ ۲۳ فوریهٔ ۱۹۳۱) بازیکن فوتبال اهل ایتالیا است.
از باشگاه‌هایی که در آن بازی کرده‌است می‌توان به باشگاه فوتبال اینتر میلان، باشگاه فوتبال نووارا، و باشگاه فوتبال آلساندریا اشاره کرد.